# Křížová cesta (Lomec)
Křížová cesta na Lomci v Libějovicích na Strakonicku se nachází u poutního místa Lomec s kostelem Jména Panny Marie.

## Historie

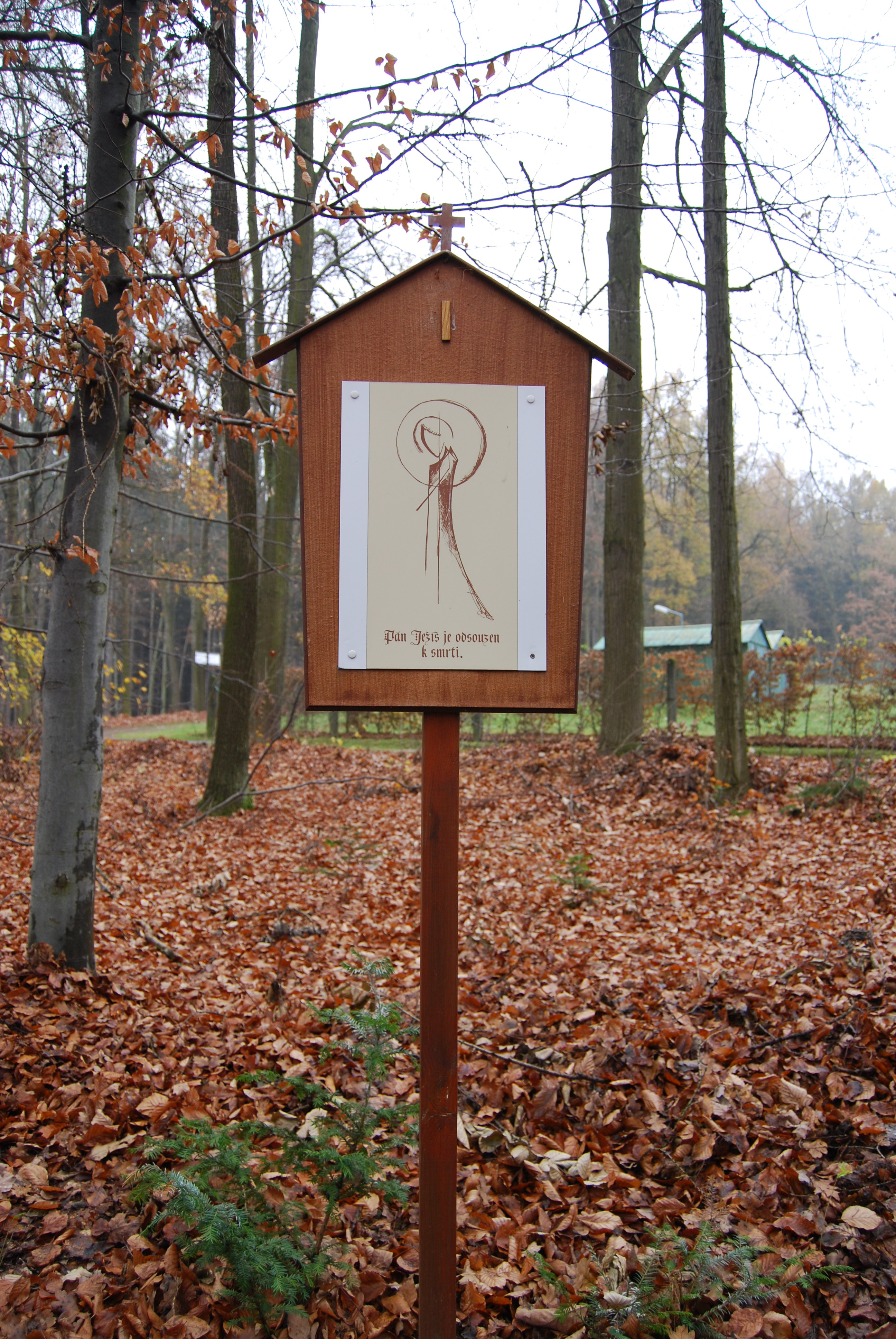
Zastavení křížové cesty na poutním místě Lomec u Libějovic

Křížová cesta vznikla roku 2005 jako vzpomínka na pátera Františka Hobizala. Tvoří ji čtrnáct zastavení v podobě dřevěných sloupků s kapličkou s obrazem na vrcholu, které lemují cestu z kopce dolů od kostela k lesnímu hřbitovu. Projekt vzniku cesty podpořily obce Libějovice, Malovice a občanské sdružení Mája – Tvořivé Chelčice. Lesní křížovou cestu posvětil o první červnové sobotě roku 2005 Msgre. Prof. Karel Skalický.